# 64ns Premis Tony
La 64ena edició dels Premis Tony va ser celebrada el 13 de juny de 2010 al Radio City Music Hall. La cerimònia va reconèixer els èxits de les produccions de Broadway durant la temporada 2009–10 i va ser emesa en directe per la cadena de televisió CBS; també va ser emesa en una pantalla al Times Square i a la pàgina oficial dels Premis Tony. El presentador de la gala va ser Sean Hayes.
L'obra de teatre de Red va ser la producció que va guanyar més premis, 6 en total, entre ells el premi a la Millor Obra. El musical Memphis va guanyar 4 premis, incloent Millor Musical.

## Cerimònia

### Presentadors
La gala va comptar amb els següents presentadors:
| - Paula Abdul - Billie Joe Armstrong - Antonio Banderas - Justin Bartha - Laura Benanti - Cate Blanchett - Patrick Breen - Laura Bell Bundy - Michael Cerveris - Kristin Chenoweth - Barbara Cook | - Michael Douglas - Kelsey Grammer - Rosemary Harris - Patrick Heusinger - Katie Holmes - Brian d'Arcy James - Scarlett Johansson - Nathan Lane - Angela Lansbury - Anthony LaPaglia - Laura Linney | - Lucy Liu - Jan Maxwell - Idina Menzel - Lea Michele - Alfred Molina - Helen Mirren - Matthew Morrison - Chris Noth - Bebe Neuwirth - Bernadette Peters - David Hyde Pierce | - Daniel Radcliffe - Liev Schreiber - Jada Pinkett Smith - Will Smith - Stanley Tucci - Denzel Washington - Raquel Welch - Eddie Redmayne - Mark Sanchez - Tony Shalhoub |

### Actuacions
La gala va començar amb un medley de la majoria dels musicals que havien set estrenats durant la temporada, les cançons que va incloure el medley van ser:
- "Blue Suede Shoes" - Million Dollar Quartet (Levi Kreis i Sean Hayes van actuar amb la companyia)
- Chad Kimball, de la producció Memphis va introduir l'Opening Medley
- "I Say a Little Prayer" - Promises, Promises (Kristin Chenoweth va cantar acompanyada per Sean Hayes al piano)
- "I'm Gonna Live Till I Die" - Come Fly Away
- "Up the Ladder to the Roof" - Everyday Rapture (Sherie Rene Scott i the Mennonettes)
- "Water No Get Enemy" - Fela!
- "I Am What I Am" - La Cage aux Folles (Sean Hayes va acompanyar al piano)
- "Boulevard of Broken Dreams" - American Idiot (seguidament, la banda Green Day va interpretar "Holiday" i "Know Your Enemy")

Durant la cerimònia va haver-hi les següents actuacions:
| - "Down by the Riverside", "Let's Have a Party" & "Whole Lotta Shakin' Going On - Million Dollar Quartet - "The Best of TImes - La Cage aux Folles - "Steal Your Rock 'n' Roll" - Memphis - "Send in the Clowns" - A Little Night Music - "Back to Before" - Ragtime | - "Everything Scatter", "Trouble Sleep", "Pipeline", I.T.T." & "Yellow Fever." - Fela! - "All I Need is the Girl" - Gypsy (interpretat per Matthew Morrison) - "Don't Rain on My Parade" - Funny Girl (interpretat per Lea Michele) - American Idiot - After being introduced by Green Day's Billie Joe Armstrong, the company performed the musical's title song. - "Steal Your Rock 'n' Roll" - Memphis (després de guanyar el premi al Millor Musical) |

## Premis no competitius
La majoria dels premis no competitius van ser anunciats el 21 d'abril de 2010. Aquests van ser:
- Premi Isabelle Stevenson - David Hyde Pierce per la seva lluita contra l'Alzheimer
- Premi Lifetime Achievement in the Theatre - Sir Alan Ayckbourn & Marian Seldes
- Premi al Teatre Regional - The Eugene O'Neill Theater Center, Waterford, Connecticut
- Premi Honorífic per l'excel·lència al teatre:
  - Alliance of Resident Theatres/New York
  - B. H. Barry
  - Midtown North & South New York City Police Precincts
  - Tom Viola, director de Broadway Cares/Equity Fights AIDS (BC/EFA)

## Guanyadors i nominats
Lea Michele i Jeff Daniels van anunciar les nominacions el 4 de maig de 2010.
Els guanyadors estan destacats en negreta:
| Millor obra ‡ | Millor musical ‡ |
| --- | --- |
| - Red - John Logan - In the Next Room or the vibrator play - Sarah Ruhl - Next Fall - Geoffrey Nauffts - Time Stands Still - Donald Margulies                                            | - Memphis - American Idiot - Fela! - Million Dollar Quartet |
| Millor revival d'obra ‡ | Millor revival de musical ‡ |
| - Fences - Lend Me a Tenor - The Royal Family - A View from the Bridge | - La Cage aux Folles - Finian's Rainbow - A Little Night Music - Ragtime |
| Millor actor en una obra | Millor actriu en una obra |
| - Denzel Washington - Fences - Jude Law - Hamlet - Alfred Molina - Red - Liev Schreiber - A View from the Bridge - Christopher Walken - A Behanding in Spokane                           | - Viola Davis - Fences - Valerie Harper - Looped - Linda Lavin - Collected Stories - Laura Linney - Time Stands Still - Jan Maxwell - The Royal Family                                                                          |
| Millor actor en un musical | Millor actriu en un musical |
| - Douglas Hodge - La Cage aux Folles - Kelsey Grammer - La Cage aux Folles - Sean Hayes - Promises, Promises - Chad Kimball - Memphis - Sahr Ngaujah - Fela!                             | - Catherine Zeta-Jones - A Little Night Music - Kate Baldwin - Finian's Rainbow - Montego Glover - Memphis - Christiane Noll - Ragtime - Sherie Rene Scott - Everyday Rapture                                                   |
| Millor actor de repartiment en una obra | Millot actriu de repartiment en una obra |
| - Eddie Redmayne - Red - David Alan Grier - Race - Stephen McKinley Henderson - Fences - Jon Michael Hill - Superior Donuts - Stephen Kunken - Enron                                     | - Scarlett Johansson - A View from the Bridge - Maria Dizzia - In the Next Room or the vibrator play - Rosemary Harris - The Royal Family - Jessica Hecht - A View from the Bridge - Jan Maxwell - Lend Me a Tenor              |
| Millor actor de repartiment en un musical | Millor actriu de repartiment en un musical |
| - Levi Kreis - Million Dollar Quartet - Kevin Chamberlin, The Addams Family - Robin De Jesus - La Cage aux Folles - Christopher Fitzgerald - Finian's Rainbow - Bobby Steggert - Ragtime | - Katie Finneran - Promises, Promises - Barbara Cook - Sondheim on Sondheim - Angela Lansbury - A Little Night Music - Karine Plantadit - Come Fly Away - Lillias White - Fela!                                                 |
| Millor direcció d'una obra | Millor direcció d'un musical |
| - Michael Grandage - Red - Sheryl Kaller - Next Fall - Kenny Leon - Fences - Gregory Mosher - A View from the Bridge                                                                     | - Terry Johnson - La Cage aux Folles - Christopher Ashley - Memphis - Marcia Milgrom Dodge - Ragtime - Bill T. Jones - Fela! |
| Millor llibret d'un musical | Millor banda sonora (música i/o lletres) |
| - Joe DiPietro - Memphis - Dick Scanlan & Sherie Rene Scott - Everyday Rapture - Jim Lewis & Bill T. Jones - Fela! - Colin Escott & Floyd Mutrux - Million Dollar Quartet                | - Memphis - David Bryan (música i lletres) & Joe DiPietro (lletres) - The Addams Family - Andrew Lippa (música i lletres) - Enron - Adam Cork (música) & Lucy Prebble (lletres) - Fences - Branford Marsalis (música i lletres) |
| Millor escenografia d'una obra | Millor escenografia d'un musical |
| - Christopher Oram - Red - John Lee Beatty - The Royal Family - Alexander Dodge - Present Laughter - Santo Loquasto - Fences                                                             | - Christine Jones - American Idiot - Marina Draghici - Fela! - Derek McLane - Ragtime - Tim Shortall - La Cage aux Folles |
| Millor vestuari d'una obra | Millor vestuari d'un musical |
| - Catherine Zuber - The Royal Family - Martin Pakledinaz - Lend Me a Tenor - Constanza Romero - Fences - David Zinn - In the Next Room or the vibrator play                              | - Marina Draghici - Fela! - Paul Tazewell - Memphis - Matthew Wright - La Cage aux Folles |
| Millor il·luminació d'una obra | Millor il·luminació d'un musical |
| - Neil Austin - Red - Neil Austin - Hamlet - Mark Henderson - Enron - Brian MacDevitt - Fences                                                                                           | - Kevin Adams - American Idiot - Donald Holder - Ragtime - Nick Richings - La Cage aux Folles - Robert Wierzel - Fela! |
| Millor disseny de so d'una obra | Millor disseny de so d'un musical |
| - Adam Cork - Red - Acme Sound Partners - Fences - Adam Cork - Enron - Scott Lehrer - A View from the Bridge                                                                             | - Robert Kaplowitz - Fela! - Jonathan Deans - La Cage aux Folles - Dan Moses Schreier & Gareth Owen - A Little Night Music - Dan Moses Schreier - Sondheim on Sondheim                                                          |
| Millor coreografia | Millors orquestracions |
| - Bill T. Jones - Fela! - Rob Ashford - Promises, Promises - Lynne Page - La Cage aux Folles - Twyla Tharp - Come Fly Away                                                               | - Daryl Waters & David Bryan - Memphis - Jason Carr - La Cage aux Folles - Aaron Johnson - Fela! - Jonathan Tunick - Promises, Promises                                                                                         |

‡ Premi atorgat als productors del musical o obra.

### Premis i nominacions per producció
| Producció                             | Nominacions | Premis |
| ------------------------------------- | ----------- | ------ |
| Fela!                                 | 11          | 3      |
| La Cage aux Folles                    | 11          | 3      |
| Fences                                | 10          | 3      |
| Red                                   | 7           | 6      |
| A View From the Bridge                | 6           | 1      |
| Ragtime                               | 7           | 0      |
| The Royal Family                      | 5           | 1      |
| Enron                                 | 4           | 0      |
| A Little Night Music                  | 4           | 1      |
| Promises, Promises                    | 4           | 1      |
| American Idiot                        | 3           | 2      |
| Finian's Rainbow                      | 3           | 0      |
| In the Next Room or the vibrator play | 3           | 0      |
| Lend Me a Tenor                       | 3           | 0      |
| Million Dollar Quartet                | 3           | 1      |
| The Addams Family                     | 2           | 0      |
| Come Fly Away                         | 2           | 0      |
| Everyday Rapture                      | 2           | 0      |
| Hamlet                                | 2           | 0      |
| Next Fall                             | 2           | 0      |
| Sondheim on Sondheim                  | 2           | 0      |
| Time Stands Still                     | 2           | 0      |
| A Behanding in Spokane                | 1           | 0      |
| Collected Stories                     | 1           | 0      |
| Looped                                | 1           | 0      |
| Superior Donuts                       | 1           | 0      |